# Atylotus woodi
Atylotus woodi är en tvåvingeart som beskrevs av Pechuman 1981. Atylotus woodi ingår i släktet Atylotus och familjen bromsar. Inga underarter finns listade i Catalogue of Life.